# Michael Obiku
Michael Edirin Obiku (Warri, 24 de setembro de 1968) é um ex-futebolista nigeriano.

## Carreira em clubes
Obiku começou sua carreira com Flash Flamingoes em sua Nigéria natal e ganhou uma mudança para Highwliers Iwuanyanwu Nationale. De lá, ele passou a se tornar muito bem sucedido em Chipre. Então o presidente do Feyenoord Rotterdam, Jorien van den Herik, que tinha uma casa em Chipre, o atraiu para Roterdã. No nível do clube, ele ganhou a Eredivisie holandesa em 1993 e a Copa KNVB em 1994 e 1995 com o Feyenoord Rotterdam.

## Seleção nacional
Mike Obiku participou dos Jogos Olímpicos de Verão de 1988.